# Казка про царя Салтана
«Казка про царя Салта́на, про сина його славного й могутнього богатиря князя Гвідо́на Салта́новича та про прекрасну царівну Лебедицю»; скорочений варіант назви — «Казка про царя Салтана (рос. Сказка о царе Салтане, о сыне его славном и могучем богатыре князе Гвидоне Салтановиче и о прекрасной царевне Лебеди, скорочено Сказка о царе Салтане) — казка у віршах російського письменника Олександра Пушкіна, написана в 1831 році і вперше видана наступного року в зібранні віршів.
Казка присвячена історії одруження царя Салтана та народженню його сина, князя Гвідона, який через підступи тіток потрапляє на безлюдний острів, зустрічає там чарівницю — царівну Лебедицю, з її допомогою стає могутнім владикою і возз'єднується з батьком.

## Сюжет
Розмовляючи між собою, три сестри за прядкою мріють про те, що б кожна з них зробила, якщо б раптом стала царицею. Перша з них обіцяє влаштувати бенкет на весь світ, друга — наткати полотна, а третя — для царя народити «молодця-богатиря». У цей момент в світлицю входить сам цар Салтан, який ще до цього підслуховував розмову сестер під вікном. Він запропонував третій з них стати його дружиною, а двом іншим — ткачихою і поварихою при дворі.
Поки цар воював в далеких краях, цариця народила сина — царевича Гвідона. Однак сестри молодої матері з заздрості написали батькові новонародженого, ніби дружина народила «невідому тваринку». Всупереч очікуванням брехливих сестер, цар не поспішає розправитися з дружиною, а наказує почекати з рішенням до його повернення. Жінки, однак, не вгамовуються: підміняють справжнє послання від царя підробленими, в якому нібито міститься наказ «В море кинути потайно, / Щоб про це не відав світ, / І царицю і приплід». Бояри, не запідозривши обману, поміщають мати з немовлям в бочку і кидають в море. Бочку виносить на безлюдний острів, причому Гвідон виходить з неї вже дорослим юнаком. Щоб прогодувати матір, він майструє лук і стрілу і йде до моря на полювання. Там він рятує білу лебедицю від шуліки, і та обіцяє віддячити йому. На порожньому острові з'являється місто, правителем якого стає Гвідон.
Повз острова пропливають купці і дивуються, бачачи на колись безлюдному острові «місто, Біля моря — добра пристань». Гвідон приймає купців як дорогих гостей, а в кінці розмови передає уклін царю Салтану. Після прибуття в царство Салтана вони розповідають йому про чудове місто і запрошують його від імені князя Гвідона в гості.
Сам царевич, перетворившись за допомогою лебедиці в комара, припливає з купцями до батька і слухає цю розмову. Але одна з заздрісних сестер, повариха, розповідає Салтану про нове диво світу: співочу білку, яка живе під ялиною і гризе горішки зі смарагдами і золотими шкаралупками. Почувши про це, цар відмовляється від поїздки до Гвідона. За це комар жалить кухарку в праве око.
Після повернення в свої володіння Гвідон розповідає лебедиці про білку, і та переселяє її в його місто. Для білки князь будує кришталевий будинок.
Наступного разу купці розповідають Салтану про білку і передають нове запрошення від Гвідона. Царевич в образі мухи слухає і цю розмову. Ткаля розповідає про 33 богатирів, що виходять з моря на чолі з дядьком Чорномором. Салтан, почувши про нове диво, знову відмовляється від поїздки, за що муха жалить ткачиху в ліве око. Князь Гвидон розповідає лебедиці про 33 богатирів, і ті з'являються на острові.
І знову купці розповідають царю Салтана про дива і передають нове запрошення. Гвідон в образі джмеля підслуховує. Сваха баба Бабариха розповідає про царівну, що затьмарює «днем світ божий», з місяцем під косою і палаючою зіркою на чолі. Почувши про це диво, Салтан втретє відмовляється від поїздки. За це джміль жалить Бабариху в ніс, пошкодувавши її очі.
Після повернення Гвідон розповідає лебедиці про прекрасну царівну і каже, що хоче з нею одружитися. Та знову виконує бажання Гвідона, тому що царівна із зіркою на чолі — це вона сама і є. Купці в черговий раз приїжджають до царя Салтана, розповідають йому про всі зміни на острові і знову передають запрошення Гвідона з докором: «Що до нас він виряджався, Та й понині не зібрався».
У підсумку цар Салтан відправляється в дорогу до острова Буян. Після прибуття він впізнає в цариці свою дружину, а молоді князь з княгинею виявляються його сином і невісткою. На радощах він прощає злих сестер і сваху, після чого відпускає їх додому. Влаштовується веселий бенкет на весь світ, і всі живуть щасливо і заможно.

Ілюстрації Білібіна
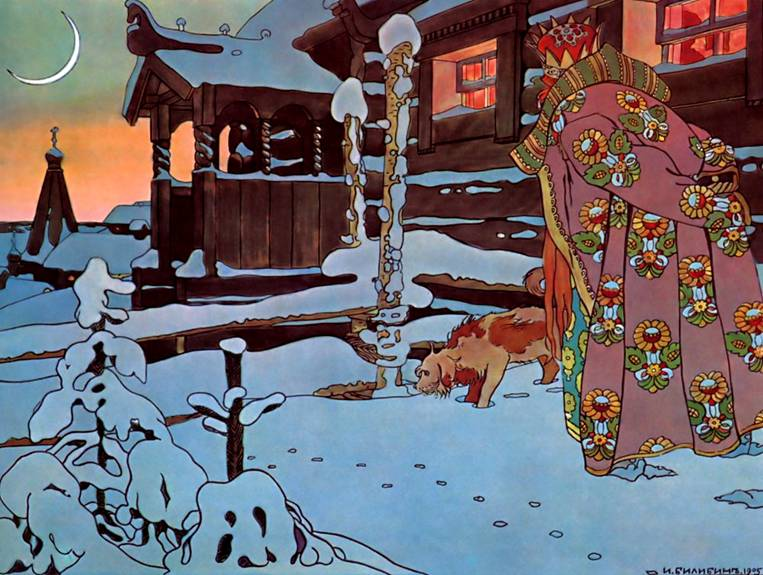
Цар Салтан підслуховує під вікнами
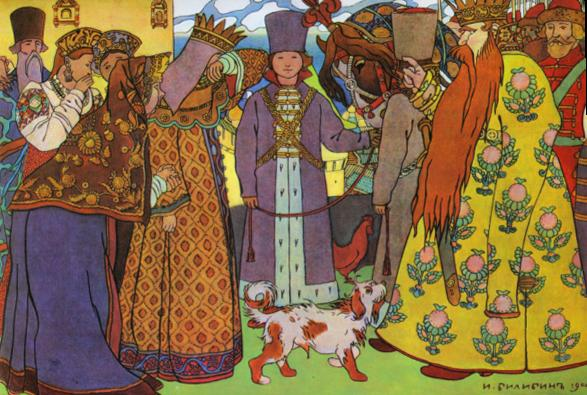
Прощання Салтана
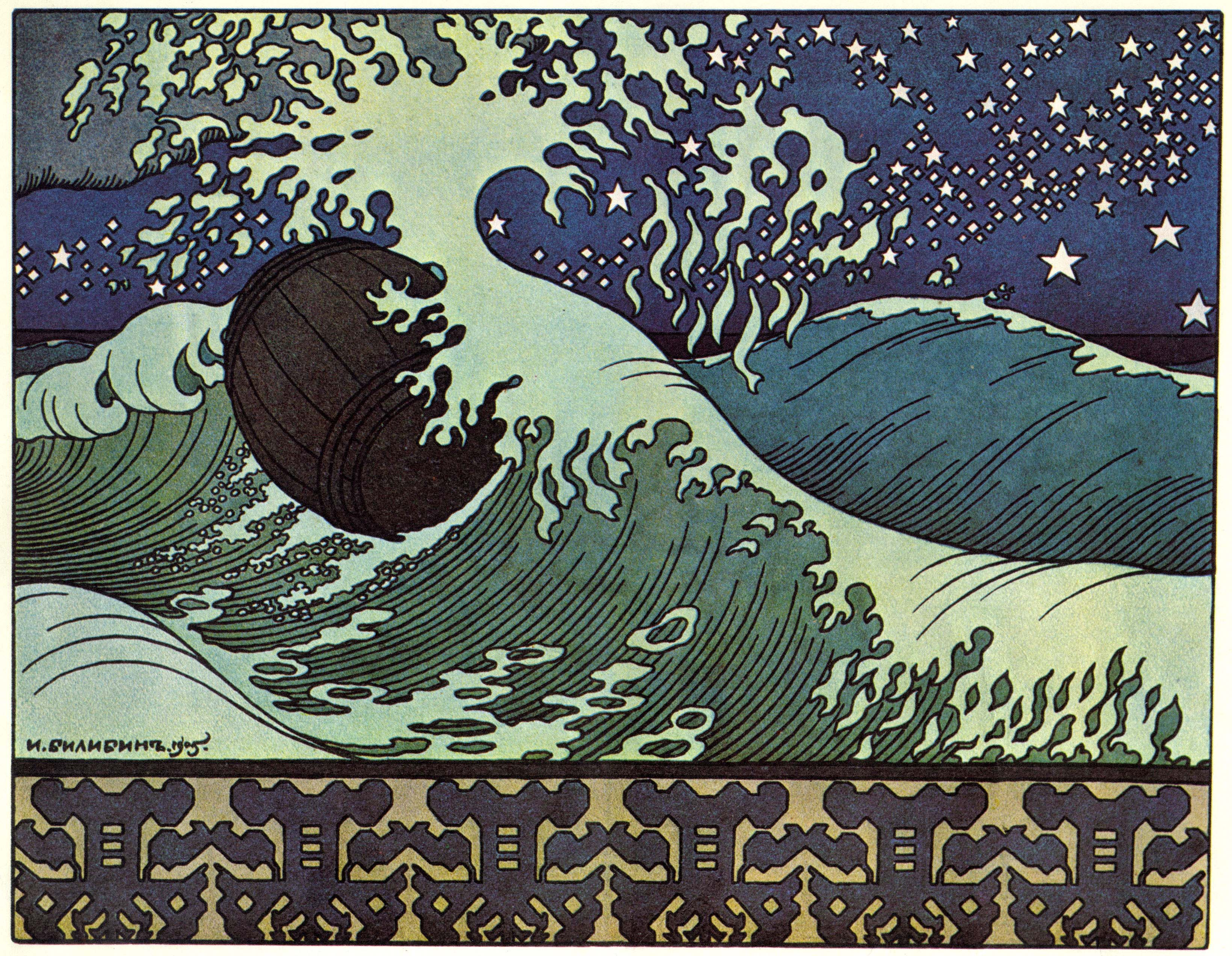
В синім небі сяють зорі, Плещуть хвилі в синім морі
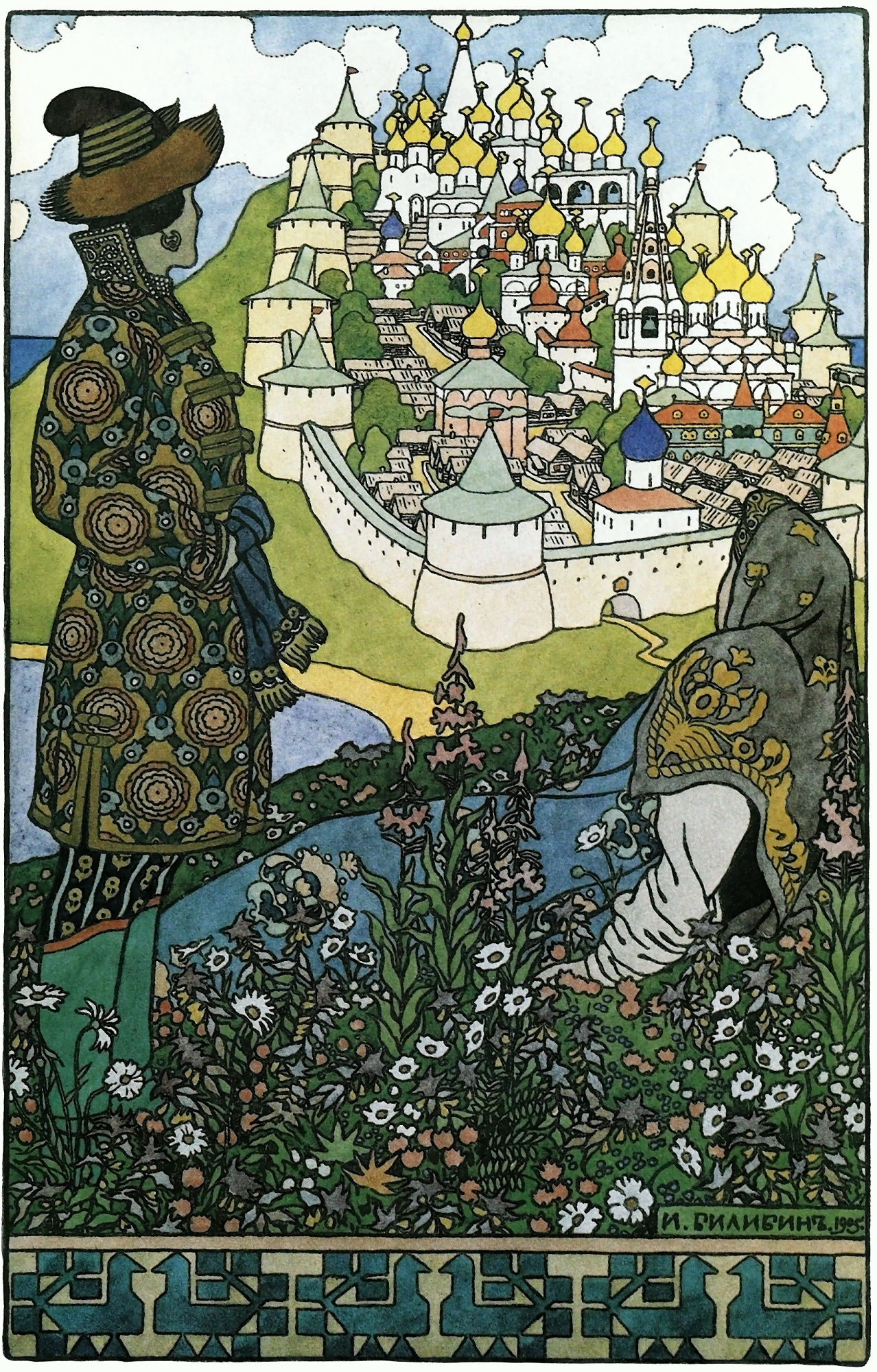
І, не вірячи собі, Бачить город на горбі
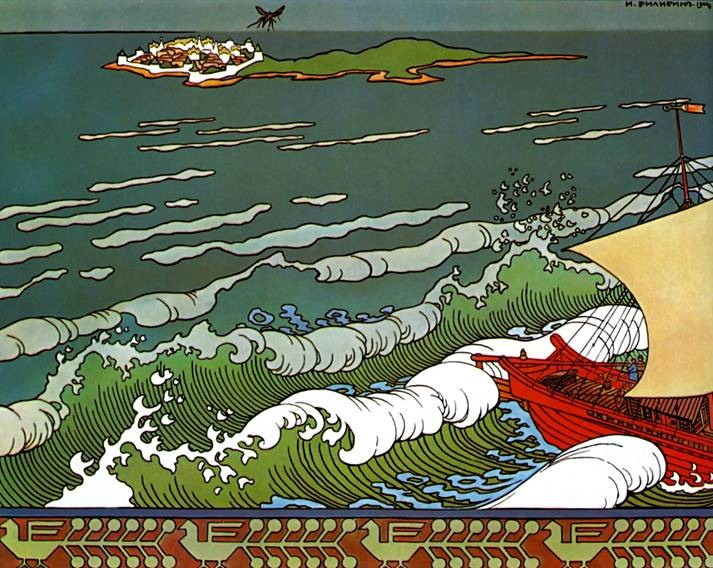
Політ комара
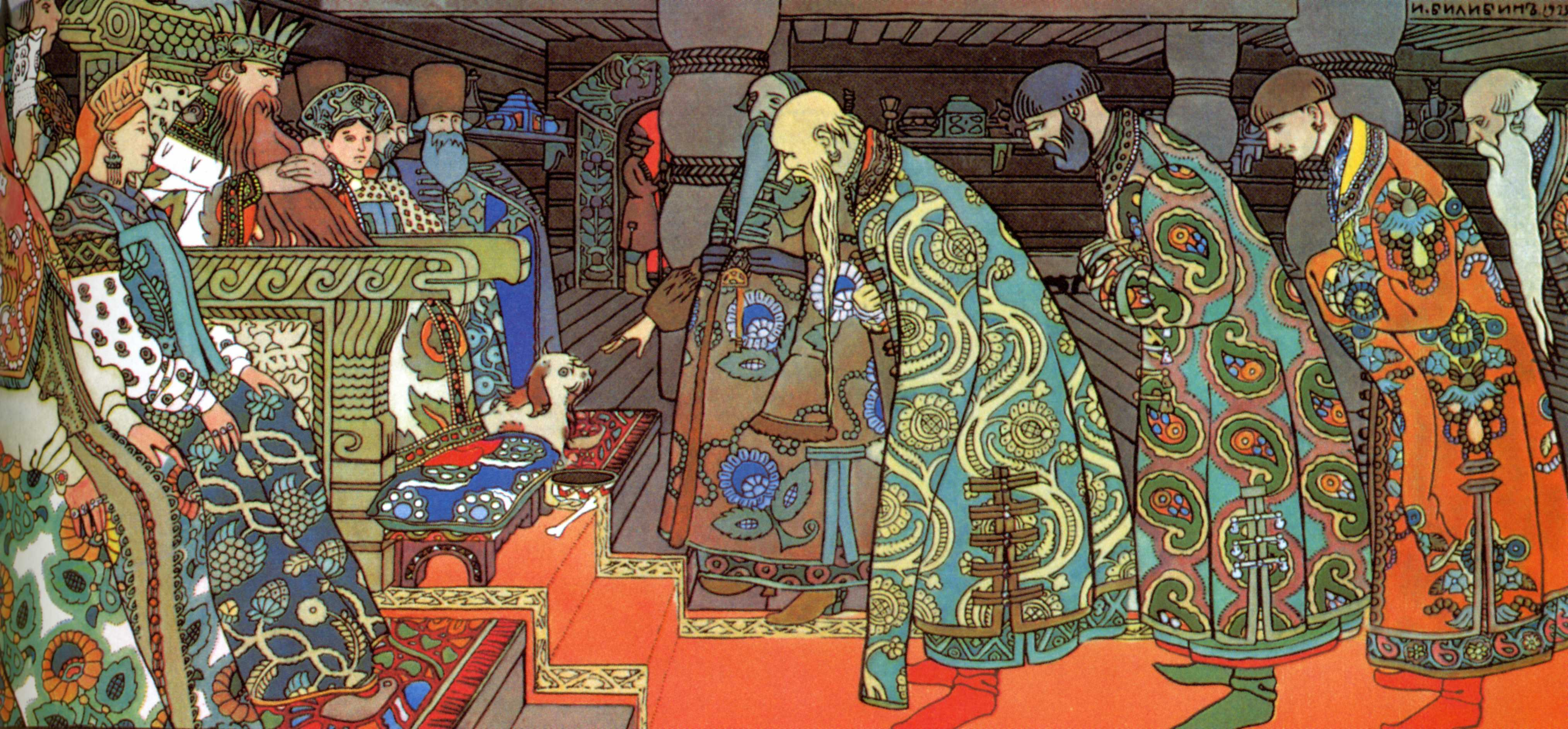
Корабельники в одвіт: Ми об'їздили весь світ
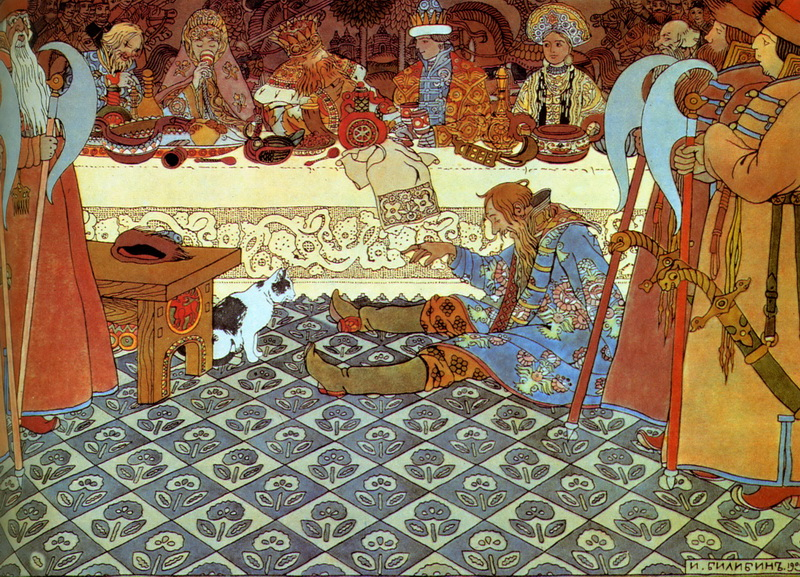
Заключний бенкет

## Історія створення
В основному Пушкін використовував народну казку «По коліна ноги в золоті, по лікоть руки в сріблі» (див. нижче), записану ним конспективно в двох або трьох різних варіантах (в залежності від того, вважати прозаїчний запис 1828 року чернеткою чи ні). У творі використовувалися і персонажі, запозичені з інших народних казок — наприклад, чарівний образ Царівни Лебедиці, що має відгук у образі Василіси Премудрої (див. нижче).
Вважається, що перший запис, пов'язаний з сюжетом майбутньої казки, Пушкін робить в 1822 році в Кишиневі (хоча існує думка, що це пізніша (1824—1825 або 1828 року) вставка в кишинівський зошит).
Це короткий схематичний запис, який являє собою, швидше за все, конспект літературного, ймовірно, західноєвропейського джерела (про що свідчать такі деталі, як «оракул», «лодія», «буря», оголошення війни і тому подібне). Розібратися у цьому схематичному записі складно через плутанину в персонажах. (Марк Азадовський коментує: «Цар, вмираючий бездітним, — безсумнівно, цар країни, в яку прибула вигнана цариця з сином, „Царівна народжує сина“ — нова дружина, другий же раз під „царівною“ іменується перша дружина царя, а під „царицею“ — мати царевича»).
Наступний короткий запис казки був зроблений Пушкіним в 1824—1825 роках, під час перебування в Михайлівському. Цей запис має відношення, як припускають, до няні Аріни Родіонівни і знаходиться серед записів, відомих під умовною назвою «Казок Аріни Родіонівни».
Спочатку в 1828 році при написанні казки Пушкін, можливо, хотів чергувати вірші з прозою, але згодом відмовився від цієї ідеї. Цим роком датується первісна редакція початку (14 віршованих рядків і прозове продовження) (хоча є версія, що прозаїчний фрагмент — матеріал для подальшої роботи. У результаті казка написана чотиристопним хореєм з парним римуванням (див. нижче)).

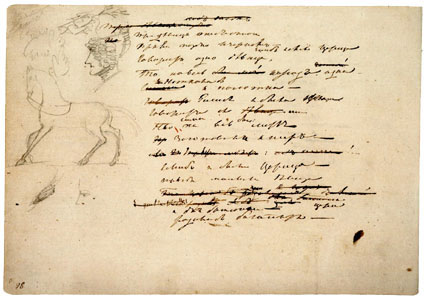
Автограф Пушкіна із записом казки, 1828 рік

Казка була завершена влітку-восени 1831 року, коли Пушкін жив в Царському Селі на дачі А. Китаєвої. У цей період він перебував у постійному спілкуванні з Жуковським, з яким змагався, працюючи над одним і тим же «російським народним» матеріалом. Жуковський запропонував написати кожному по віршованій переробці народної казки. Він тоді працював над казками про сплячу царівну і про царя Берендея, а Пушкін написав «Казку про царя Салтана» та «Балду».
Згідно з розповіддю Нащокіна, записаною П. І. Бартенєвим, «Казку про Царя Салтана» Пушкін написав в диліжансі, проїздом з Петербурга в Москву (спогади ці сумнівні).
На шматку, за деякими вказівками, автографа казки, який не зберігся, вона датована 29 серпня 1831 року.
Кілька рукописів збереглося. Перебілена казка була (згідно примітці в автографі «ПБЛ» № 27) 29 серпня 1831 року. Малюнок переробки рядків 725—728 був зроблений, імовірно, в середині вересня. А писарська копія казки була дещо перероблена Плетньовим і Пушкіним після читання її Миколою I у вересні — грудні 1831 року.

### Публікація

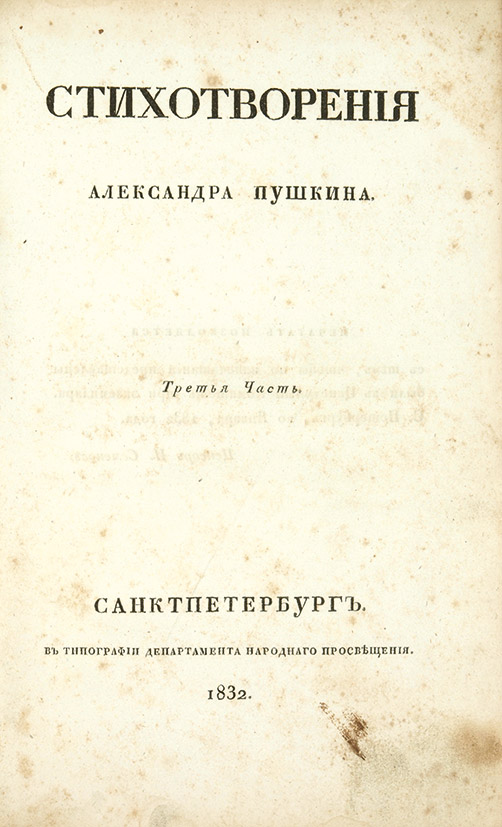
Титульна сторінка збірки Пушкіна, в якій казка була вперше надрукована (1832 рік).

Вперше казка була надрукована Пушкіним в збірці «Вірші О. Пушкіна» (ч. III, 1832, стор. 130—181).
Втім, за свідченням Єфремова в його першому виданні творів Пушкіна (т. III, 1880, стор. 441), існувало більш раннє видання: нібито ця казка була «вперше надрукована в особливій брошурі разом з казками Жуковського, але брошура ця призначена була Жуковським тільки для найвищих осіб». Жодного примірника цієї брошури до сих пір не відомо.
До тексту першого видання 1832 року введено деякі зміни, ймовірно, цензурного характеру. Їх в сучасних виданнях іноді відновлюють — з читання писарської копії з поправками автора і Плетньова в цензурному рукописі.
Цікаво зауваження в кінці 1-го видання: «Поправка. У Казці про царя Салтана та ін. замість слова „Окіян“ помилково всюди надруковано Океан» (тобто при друку помилково була ліквідована казковість цього «окіяна»).
Окремої прижиттєвої публікації цієї казки не виходило.

## Характеристика тексту
Можливо, спочатку Пушкін хотів чергувати вірші і прозу, але в підсумку казка написана чотиристопним хореєм з парним римуванням: в ті часи таким чином часто писалися «наслідування» народній поезії.
Як відзначають пушкіністи, в цій казці «він по-новому підходить до проблеми віршованої форми для передачі „народних казок“. Якщо „Наречений“ (1825) написаний ще в формі баладного вірша, то „Салтан“ написаний вже чотиристопним хореєм із суміжними римами — з чергуванням чоловічих і жіночих; розмір, міцно увійшов відтоді в літературну практику для передачі творів такого роду».
Поема містить 1004 рядки і розділена типографськи на 27 окремих строф нерівної довжини (від 8 до 96 рядків у кожній).
Структура казки «відрізняється граничною жанровою насиченістю. „Цар Салтан“ — казка подвійна, причому ця здвоєність виступає як основний структуроутворюючий принцип: злиті два фольклорних сюжети, суміщені дві версії одного з цих сюжетів, здвоєні персонажі, спарені функції, введені паралельні мотивування, продубльовані реалії. У „Казці про царя Салтана“ як би накладені один на одного два казкових сюжети, які в фольклорі існують порізно: один — про невинно гнану дружину, інший — про віщу діву, що сприяє перемозі свого судженого. Пушкінська казка оповідає і про те, як цар Салтан втратив, а потім знайшов дружину і сина, і про те, як юний Гвідон зустрів царівну-лебідь, свою суджену. В результаті не просто сума — кожен з героїв став щасливим і „за горизонталлю“ (цар, не дивлячись на підступи недоброзичливців, знову знаходить дружину, князь Гвідон знаходить свою царівну), і „за вертикаллю“ (батько і син знаходять один одного, цар і цариця знаходять невістку). Радість множиться на радість». Принцип подвоєння, використаний в побудові сюжету в цілому, діє і в побудові окремих образів — вчинків героїв (наприклад, гінця), згадок білки і т. д.

## Фольклорні та літературні джерела сюжету

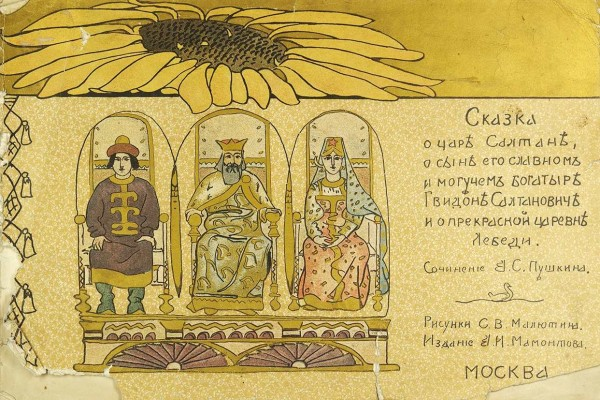
Ілюстрація Сергія Малютіна до казки, 1899

Довга назва казки імітує поширені в XVIII столітті заголовки лубочних оповідань, можливо, в першу чергу «Казку про хороброго, славного і могутнього витязя і богатиря Бову».
«Казка про царя Салтана» — вільна обробка народної казки «По коліна ноги в золоті, по лікоть руки в сріблі» (див. нижче), яка, як вважається, була записана Пушкіним в різних варіантах (див. вище). Поет не дотримувався в точності жодного з них, вільно змінював і доповнював сюжет, зберігаючи при цьому народний характер змісту. Бонді пише, що Пушкін звільнив казку «від сюжетної плутанини (результату псування тексту в усній передачі), від грубих нехудожніх деталей, що вносяться оповідачами». Також помічають вплив казки «Співаюче дерево, жива вода і птах-балакун» (див. нижче). Перші російські публікації обох використаних різновидів казкового сюжету відносяться до кінця XVIII століття і початку XIX століття. Найбільш цікаві варіанти в зібраннях Є. М. Ончукова («Північні казки» № 5) та М. Азадовського («Казки Верхньоленського краю», № 2). Деякі із записаних текстів відображають в свою чергу знайомство казкарів з текстом казки Пушкіна. Відомий і лубочний текст цієї казки, причому лубок «Казка про трьох королівн рідних сестер» був вельми популярний вже на початку XIX століття. Безсумнівно, що Пушкін читав друковані тексти казок народних і книжних — невелика колекція їх збереглася в його бібліотеці, причому є згадка, що серед них перебувала казка «Про Катерину Сатеріму», що має той же сюжет.
Бонді вказує, що Пушкіним використана традиційна в народних казках тема долі оббріханої дружини і благополучного вирішення цієї долі. Друга тема, введена в казку самим Пушкіним, — це народний образ ідеальної, щасливої морської держави. Крім того, «тема мандрівки немовляти по хвилях, в кошику, скрині, ящику — одна з найпоширеніших тем фольклору, в тому числі і російського. Ці мандри є метафорою „загробних“ мандрів сонця, що зайшло, по потойбічному світі». Інший дослідник пише, що поет об'єднує мотиви казок про оббріхану дружину (дивного сина) і про премудру (віщу) діву. Про структуру і подвоєнні сюжетів див вище.
Як вказують пушкіністи, поет дуже близько дотримується усної традиції, і тільки власні імена (Салтан, Гвідон) взяті з інших джерел.

### По коліна ноги в золоті, по лікоть руки у сріблі
Російська народна казка «По коліна ноги в золоті, по лікоть руки у сріблі» записана Олександром Афанасьєвим в 5 варіантах. Взагалі версій сюжету про чудесних дітей на європейських мовах існує безліч, також існують індійські, турецькі, африканські і записані від американських індіанців. «Російських варіантів — 78, українських — 23, білоруських — 30. Сюжет часто зустрічається і в збірках казок неслов'янських народів СРСР в варіантах, близьких східнослов'янським». Аналогічна їм казка «Про Катерину Сатеріму».

### Співаюче дерево, жива вода і птах-балакун
Казка «Співаюче дерево, жива вода і птах-балакун» (Аарне-Томпсон № 707) записана Афанасьєвим в двох варіантах. «Мотив ув'язнення оббріханої царської дружини в каплиці (ув'язнення в вежу, замуровування в стіні) має відповідність в західних, і в білоруських, українських, латиських, естонських, литовських варіантах. Так само, як і особливо характерна для східнослов'янського фольклору версія „Дивних дітей“ — „По коліна ноги в золоті …“, версія (різновид) „Співаюче дерево і птах-балакун“ розвивалася на ґрунті східнослов'янської казкової традиції, збагачуючись своєрідними подробицями».

### Зелений птах і Принцеса Бель-Етуаль
Цей сюжет про «оббріхану матір» і «чудесних дітей» надзвичайно поширений по всьому світу, причому в подібних до двох описаних вище російських варіантів.
Найстарші з записаних європейських текстів — італійські. До 1550—1553 років відноситься казка «Прекрасний зелений птах» (фр. «L'Augel Belverde») збірки Страпароли «Приємні ночі» (ніч IV, казка 3), яка відіграла помітну роль в поширенні казок про чудесних дітей в Західній Європі до XVIII століття..

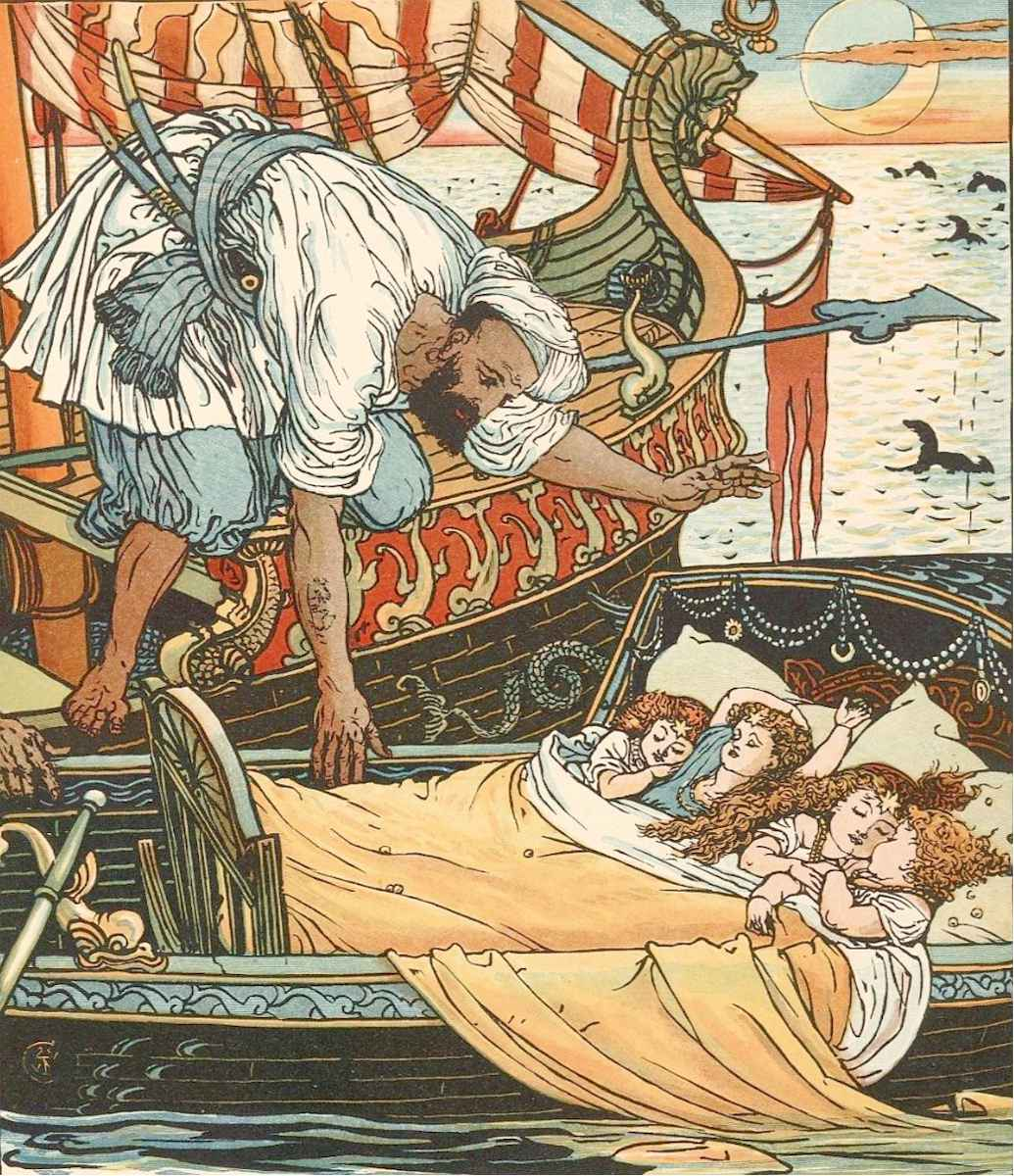
Ілюстрація до казки «Принцеса Бель-Етуаль» Волтера Крейна

Мотиви казки Страпароли вікористані в куртуазній казці збірки «Казки про фей» (фр. «Contes de fées») баронеси д'Онуа про принцесу Бель-Етуаль 1688 року («Принцеса Прекрасна зірка»), де головною героїнею стає дочка з чудесною зіркою, а також в п'єсі Карло Ґоцці «Зелена пташка» (1765). У Франції народні казки про цю пташку відомі під назвами типу «Птах, що говорить правду» («L'oiseau de vérité», «L'oiseau qui dit out»). Також деякі подібні мотиви простежуються в казці баронеси д'Онуа «Дельфін» («Le Dauphin»), які в свою чергу беруть початок від казки про П'єтро Дурня зі збірки Страпароли. Короткий переказ казки «Дельфін» міститься у другій частині першого тому «Загальної бібліотеки романів» (в Бібліотеці Пушкіна був повний комплект — всі 112 подвійніх томів цієї літературної енциклопедії).
У 1712 році французькою мовою був надрукований переклад «Тисяча й одна ніч», зроблений А. Галланом, в якому була аналогічна казка «Історія про двох сестер, які ревнували до молодшої» (фр. «Histoire des deux sœurs jalouses de leur cadette»). При цьому в арабському оригіналі подібного тексту немає, хоча деякі азійські аналоги до неї знаходять. Завдяки цьому французький «переклад» казки про чудесних дітей багаторазово видавався і став добре відомим в Європі. На цю паралель вже звертали увагу О. М. Афанасьєв, В. В. Сиповський і Є. Є. Анічкова. Відомій фольклорист М. К. Азадовський навіть називав в чіслі головних літературних джерел пушкінського твору західноєвропейські сюжети: «всі ці тексти були, без сумніву, добре відомі Пушкіну, в бібліотеці якого був і галланівський переклад „1001 ночі“ і збірка д'Онуа (фр. D'Aulnoy)».
Мотив ув'язнення героїв в бочку з'являється в іншій казці Страпароли — «П'єтро Дурень» (ніч III, казка 1), так само як і в тій, що належить до того ж типу «Перуонто» — однієї з казок «Пентамерона» (1634) Джамбаттісти Базіле (Peruonto, I-3).
Пушкіну, на думку дослідників, були безперечно відомі казки баронеси д'Онуа і «Тисячі і однієї ночі», причому текст прозового запису 1828 року дуже близький до останньої з них. Американський казкознавець С. Томпсон, відомий укладач покажчика казкових сюжетів Аарне-Томпсона (AaTh) писав, що взагалі «це один з восьми або десяти найвідоміших світових сюжетів. Побіжній перегляд доступних довідкових робіт виявляє 414 версій, і це говорить про те, что більш ретельні пошуки могли б привести до відкриття і ще кількох сотень версій».

### Кентерберійські оповідання
Також вважається, що історія нагадує другу частину «Оповідання Юриста» («The Man of Law's Tale») з «Кентерберійських оповідань» (1387)
Чосера. Пушкін міг знати його лише у французькому перекладі.
Запозичення цього сюжету безпосередньо у Чосера доводилося в роботі Є. Анічкової. Вона пише, що Пушкін написав свою казку на підставі свого знайомства з творами російської та іншоплеменного фольклору (кавказького, татарського), де зустрічається багато сюжетів, дуже схожих з чосерівським оповіданням законника, але що, прочитавши його ще до того як закінчений був його власний твір, Пушкін нібито «впізнав в ньому сюжет своєї казки і докінчив його, наблизивши до англійської версії повісті про Констанцію».
Однак робота Анічкової викликала негативну критику М. К. Азадовського і Р. М. Волкова, які заперечували пряме запозичення сюжету у Чосера, але відзначали схожість з ним окремих місць пушкінської казки.

### Салтан і Гвідон

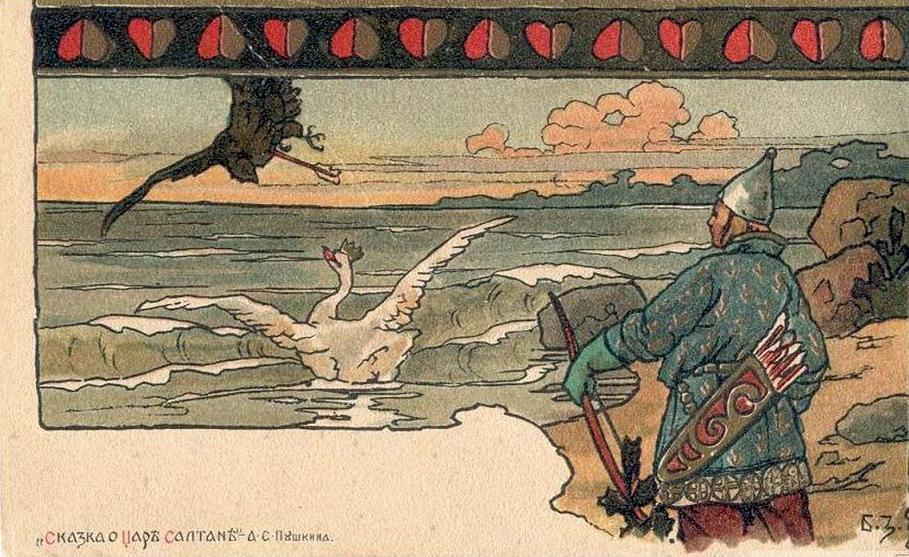
Листівка Бориса Зворикіна з ілюстрацією до казки

### Царівна-Лебедиця

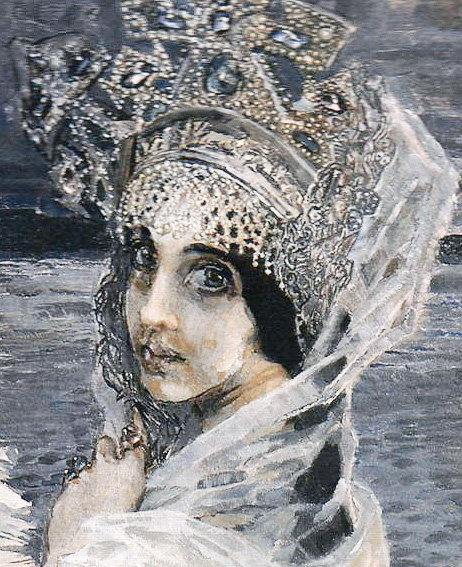
Михайло Врубель. «Царівна-Лебідь» (деталь). 1900

### Тридцять три богатирі

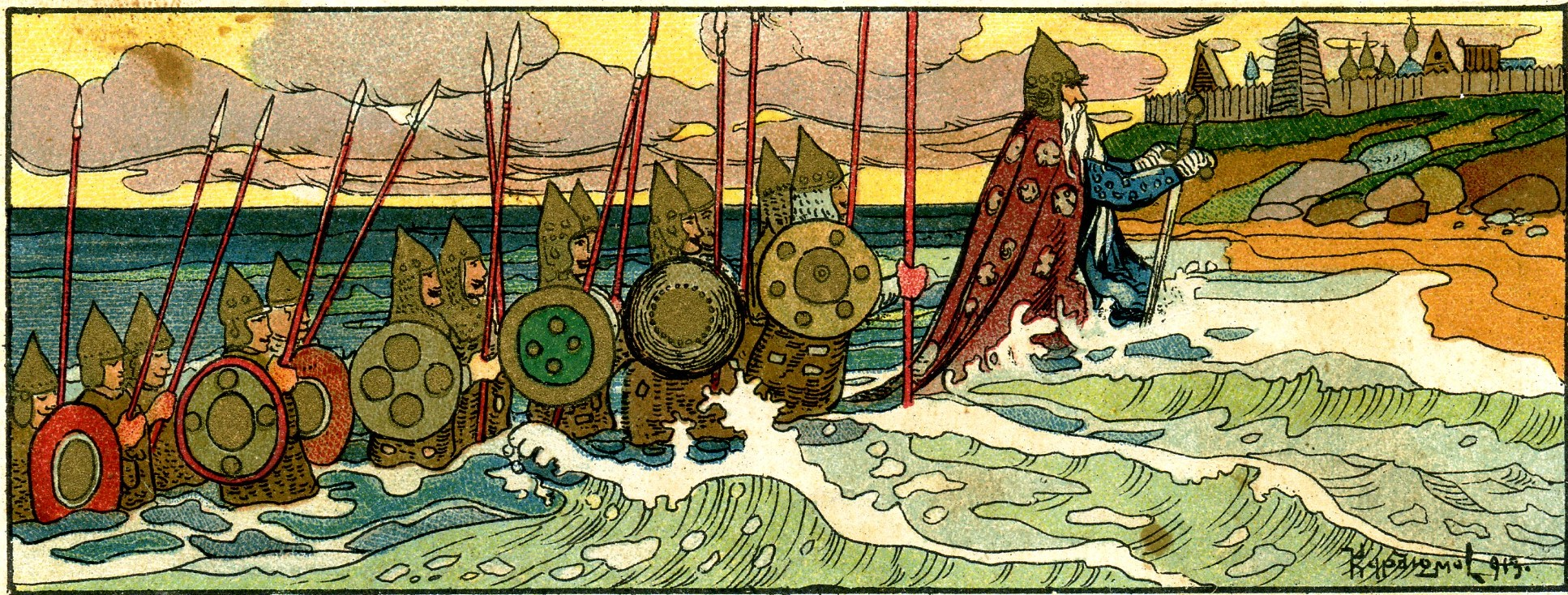
33 богатирі. Ілюстрація В. М. Курдюмова.

### Бабариха

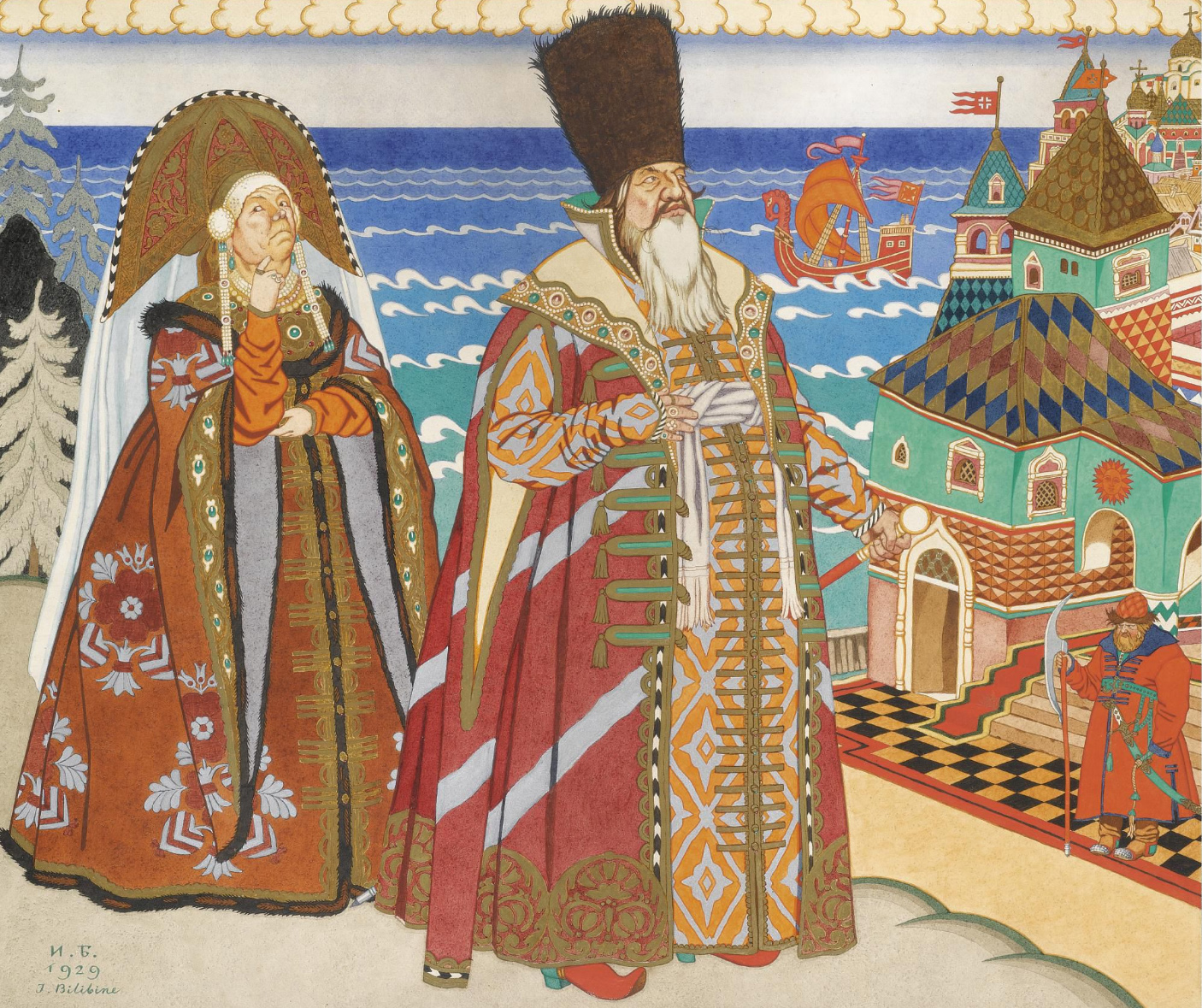
Бабариха і цар Салтан. Ілюстрація Івана Білібіна

## Відгуки

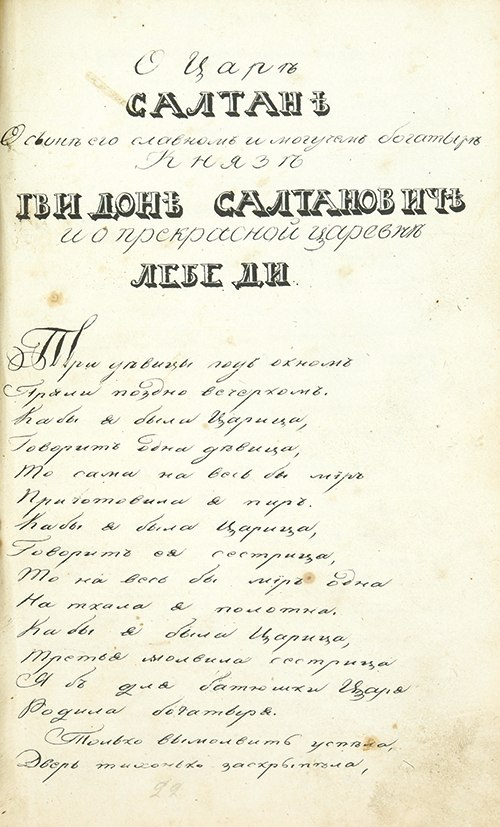
Рукописна книга з віршами найкращих російських поетів. 1834 рік. Сторінка з казкою.